# Метлино (Торопецкий район)
Метлино́ — деревня на юго-западе Торопецкого района Тверской области. Входит в состав Кудрявцевского сельского поселения.

## География
Деревня расположена в 30 км к западу от районного центра Торопец. Расстояние по автодорогам: до Торопца — 40 км, до Озерца (центр сельского поселения) — 6,5 км. Часовой пояс — UTC+3:00.

## История
На карте Фёдора Шуберта 1871 года деревня носит название Никольское (по названию Никольской церкви).
В списке населённых мест Псковской губернии 1872—1877 годов значится погост Метлино (Ново-Никольское), при реке Чистица; 6 дворов, 19 жителей (7 мужчин и 12 женщин).

## Население
| 2010 |
| ---- |
| 13   |

## Достопримечательности
В деревне находится действующий храм Николая Чудотворца (построен в 1756 году).